# Prachya Pinkaew
Prachya Pinkaew (en tailandés: ปรัชญา ปิ่นแก้ว; Nakhon Ratchasima, 2 de septiembre de 1962) es un director, productor y guionista tailandés nacido en la provincia de Nakhon Ratchasima. Presidente de la Asociación de Directores de Cine de Tailandia (2007).

## Biografía
Prachya se graduó del Nakhon Ratchasima Technology College en la provincia de Nakhon Ratchasima en 1985, con especialización en arquitectura. Comenzó su carrera en 1990, trabajando como director de arte y luego como director creativo de Packshot Entertainment, una empresa de publicidad. Ha dirigido vídeos musicales y ganó varios premios al Mejor Video Musical en los Golden Television Awards de Tailandia.
Su primer largometraje se realizó en 1992 y se llamó The Magic Shoes. Le siguió en 1995 Dark Side Romance, un thriller romántico kármico. 
En 1998, Prachya se concentraba en la producción de películas, incluida la película de vampiros Body Jumper, la comedia de acción Heaven's Seven, la película de terror 999-9999, el musical Hoedown Showdown, la comedia francamente sexual Sayew y el drama de autor Fake.
Con su propia casa de producción Baa-Ram-Ewe, su nombre se ve en muchas películas producidas para Sahamongkol Film International.
En 2003, se encargó de la dirección de Ong-Bak: El guerrero Muay Thai, protagonizada por Tony Jaa, que se convirtió en una sensación mundial y fue la película tailandesa más taquillera del año. También dirigió el siguiente largometraje de Tony Jaa, Tom-Yum-Goong.
Sus próximos proyectos incluyen Chocolate, sobre un joven autista artista femenina marciales en busca de venganza, y el Poder niños, alrededor de cuatro jóvenes artistas marciales luchando contra los terroristas que se han apoderado de un hospital. Daab Atamas (Espada), protagonizada por Tony Jaa, fue cancelada. Él produjo Ong Bak 2, con la dirección de Jaa, publicado en 2008. 
A medida que el presidente de la Asociación de Directores de Cine de Tailandia, Prachya Pinkaew ha estado activo durante el año 2007 en el cabildeo contra el proyecto de ley que pondría en su lugar una imagen de movimiento restrictivo sistema de clasificación. El sistema reemplazará el Código de Censura de 1930, pero que conservan la capacidad de la Junta de Censores de recortar o prohibir películas. 
Después de la violenta represión de las protestas de 2010, produjo un video musical de estrellas con el mensaje «Que la felicidad de nuestro regreso», que se muestra en el Skytrain de Bangkok. 
Pinkaew acaba de concluir el rodaje de los derechos de su más reciente película de acción protagonizada por Elefante Blanco Djimon Hounsou y Kevin Bacon, y producido por Nu Image Films y del Milenio. Filmado y establecer en su totalidad en Bangkok, la película cuenta la historia de una. Mercenario (Hounsou) en Tailandia, que ha sido contratado por una niña de 14 años que da su vida un nuevo significado Tocino juega el mercenario viejo amigo que puede o no estar de su lado esta vez. La película, el debut de English-language/Hollywood Pinkaew, que verá la luz a principios de 2011. La película está siendo sometido a la etapa de posproducción.

## Filmografía

### Como director
- 2011: Elefante Blanco
- 2010: Ojo por Ojo
- 2008: Diversión aai waan Joop
- 2008: Chocolate
- 2005: Tom Yum Goong
- 2005: Tom Yum Goong: El juego
- 2003: Ong-Bak: El guerrero Muay Thai
- 1995: GOET IIK thii Theu mii Tawng
- 1992: Rawng plaep Tah LAEP

### Como productor
- 2010: Ong Bak 3
- 2009: Deu Doo Suay
- 2009: Nak
- 2009: 5 héroe Huajai
- 2008: Ong Bak 2
- 2008: A la sombra de los Naga
- 2008: Chocolate
- 2007: Rak haeng Siam
- 2007: Opapatika
- 2007: Suay Laak Sai
- 2006: 13 juegos sayawng
- 2006: Mercurio hombre
- 2005: Tom Yum Goong
- 2005: Cherm
- 2004: Kerd ma lui
- 2004: Pisaj
- 2003: Falso
- 2003: Sayew
- 2003: Ong-Bak: El guerrero Muay Thai
- 2002: 7 pra -jan -pajar
- 2002: 999-9999
- 2001: Pop sayong malezas